# Наблюдатель (журнал)
Наблюдатель — ежемесячный журнал, выходивший в Санкт-Петербурге в 1882—1904 годах.
Редактором и издателем журнала был А. П. Пятковский. Выходил без предварительной цензуры; с 1897 г. при нем издавалась ежедневная газета «Гласность». Стоял на твёрдых православно-монархических позициях; журнал позиционировал себя далёким «от скороспелых реформ, не согласных с духом и вековыми стремлениями народа», заявлял, что он «относится с величайшим вниманием к нуждам народной массы, но не впадает при этом в идолопоклонство народничанья»; журнал желал быть одинаково далёким и от дикого обскурантизма стрелецкой партии (см. редакционные статьи: «Итоги 10-летия» в №№ 4, 5, 6 и 8 за 1891 год), и «от буржуазного либерализма, весьма преклонного к жидовству и даже находящегося у него на содержании». В особую заслугу журнал вменял себе то, что «из своей прогрессивной программы он навсегда и решительно вычеркнул всякие еврейские симпатии» и «приложил особые старания сорвать с еврейского мракобесия его либеральную маску». М. Горький, считал его юдофобским — писал, что этот журнал «…скучен, жалок и бесталанно плосок». С. Я. Надсон относил журнал к числу «складочных сараев литературного хлама».
Большая часть страниц журнала заполнялась произведениями литературных ремесленников, однако в нём печатались и видные русские писатели, публицисты, учёные: В. П. Безобразов, И. И. Ясинский, С. С. Окрейц. Из беллетристов и поэтов писали Д. И. Стахеев, Л. И. Пальмин, Вологдин (Засодимский), П. Д. Боборыкин, Д. Л. Мордовцев, В. И. Немирович-Данченко, К. М. Фофанов, К. Д. Бальмонт, Н. М. Минский и др. В 1888 году за стихотворение Фофанова «Таинство любви», журнал получил третье предостережение, с приостановлением деятельности на 6 месяцев.